# Lođa
Loxhë en albanais est une localité du Kosovo située dans la commune de Pejë et dans le district de Pejë. Selon le recensement kosovar de 2011, elle compte 708 habitants.

## Démographie

### Évolution historique de la population dans la localité
| 1948 | 1953 | 1961 | 1971 | 1981 | 1991 | 2011 |
| ---- | ---- | ---- | ---- | ---- | ---- | ---- |
| 373  | 412  | 491  | 644  | 782  | 887  | 708  |

|  |

### Répartition de la population par nationalités (2011)
En 2011, les Albanais représentaient 98,16 % de la population.